# 川崎航路トンネル

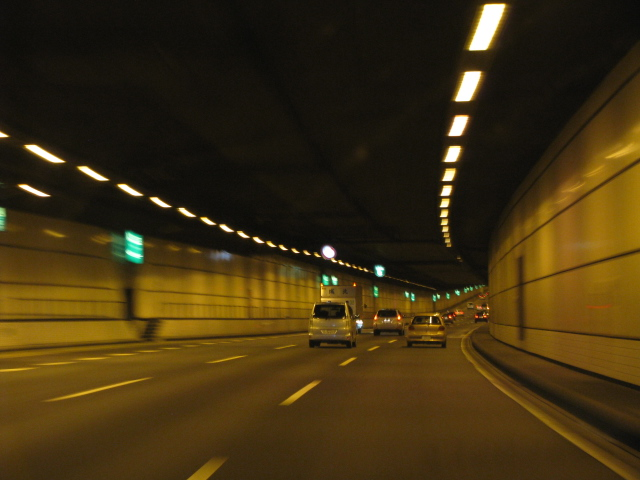
西行き線トンネル内部。左方向からの合流は川崎浮島JCTおよび浮島出入口のもの。

川崎航路トンネル（かわさきこうろトンネル）は、神奈川県川崎市川崎区東扇島と同区浮島町を結ぶ首都高速湾岸線の道路トンネルである。水底トンネルであるため、危険物積載車両の通行が禁止されている。

## 歴史
横須賀市から東京湾沿いに富津市へ至る東京湾岸道路計画のうち、川崎航路部と多摩川渡河部については東京国際空港に近く航空交通管制の問題から、橋ではなくトンネルとすることが決定した。川崎航路トンネル・多摩川トンネルとも沈埋工法で建設され、川崎航路部には長さ約130m、高さ10m、全幅39.7
mの鉄筋コンクリート構造の函体9個が埋設された。
1994年12月21日、首都高速湾岸線大黒ジャンクション - 空港中央出入口開通に伴い供用を開始した。
2019年12月17日、トンネル内で多重衝突事故が発生。日東交通のバス運転士が死亡、バスの乗客22人が重軽傷。トンネル内でトラックが車両火災を起こし、充満した煙で視界が利かなくなったところに高速バス等が次々と追突したもの。原因となったトラックの運転手は後日、業務上失火と自動車運転処罰法違反（過失致死傷）で書類送検された。

## 隣
首都高速湾岸線
(B10,B11) 東扇島出入口 - 川崎航路TN - 川崎浮島JCT/ (B12,B13) 浮島出入口